# EUFOR Tchad/RCA

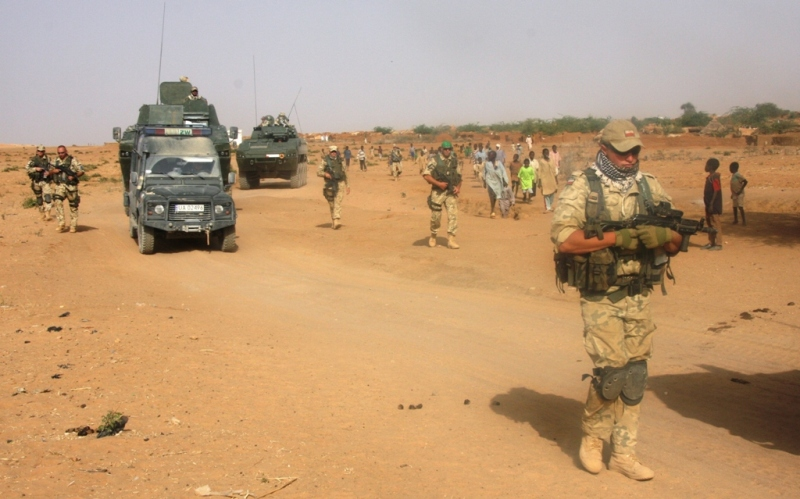
Polscy żołnierze podczas patrolu.

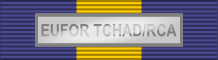
Baretka medalu
za EUFOR Tchad/RCA.

EUFOR Tchad/RCA z francuska lub European Union Force Chad/CAR po angielsku – misja pokojowa sił zbrojnych UE w Czadzie i Republice Środkowoafrykańskiej, podjęta w końcu 2007 r. EUFOR Chad/CAR korzysta także z mandatu Rady Bezpieczeństwa ONZ jako MINURCAT – siły ONZ ds. szkolenia policji i poprawy egzekucji prawa. Mandat sił UE obejmuje m.in. przedsiębranie wszelkich koniecznych kroków, w ramach własnych możliwości i obszaru odpowiedzialności we wschodnim Czadzie i płn.-wsch. Republice Środkowoafrykańskiej w celu ochrony ludności cywilnej, umożliwienia dostaw pomocy humanitarnej i zapewnienia bezpieczeństwa personelowi ONZ. 
Misja EUFOR w Czadzie była piątą misją zagraniczną Unii Europejskiej w ramach Europejskiej Polityki Bezpieczeństwa. Działała na podstawie mandatu ONZ zapewnionego rezolucją nr 1778 Rady Bezpieczeństwa ONZ z 25 września 2007 roku. Jej celem było powstrzymanie groźby rozprzestrzeniania się konfliktu w Darfurze i zapewnienie bezpieczeństwa przedstawicielom ONZ realizującym działania humanitarne. Roczny mandat misji liczony był od osiągnięcia wstępnej gotowości operacyjnej sił pokojowych 15 marca 2008 roku.
EUFOR TCHAD/RCA docelowo miała liczyć około 3700 żołnierzy, z czego do połowy 2008 roku rozmieszczonych zostało około 3000:
- Francja (2100),
- Polska (400) – Polski Kontyngent Wojskowy w Czadzie,
- Irlandia (400),
- Szwecja (200),
- Austria (160),
- Rumunia (150),
- Belgia (80-100),
- Holandia (70),
- Finlandia (60),
- Włochy (100-osobowy szpital polowy),
- Hiszpania (samoloty transportowe),
- Grecja (samoloty transportowe),
- Portugalia (samoloty transportowe),
- Słowenia (15).

Dowództwo znajduje się w Mont Valérien we Francji. Dowódcą operacji UE był gen. broni Patrick Nash.
Struktura EUFOR Tchad/RCA oraz MINURCAT:
| EUFOR Tchad (VII 2008) | EUFOR Tchad (VII 2008)            | MINURCAT (XII 2009)  | MINURCAT (XII 2009)   | Miejsce stacjonowania |
| Państwa                | Jednostka                         | Państwa              | Jednostka             | Miejsce stacjonowania |
| ---------------------- | --------------------------------- | -------------------- | --------------------- | --------------------- |
| Unia Europejska        | Dowództwo Wysunięte               | ONZ                  | Dowództwo Wysunięte   | Abéché                |
| Polska · Chorwacja     | Wielonarodowy Batalion Północ     | Mongolia             | Sektor Północny       | Iriba                 |
| Francja                | Wielonarodowy Batalion Centrum    | Ghana                | Sektor Centralny      | Farchana              |
| Irlandia · Finlandia   | Wielonarodowy Batalion Południe   | Irlandia · Finlandia | Sektor Południowy     | Goz Beïda             |
| Francja                | Wielonarodowy Batalion Birao      | Togo                 | Sektor Birao          | Birao                 |
| Francja · Polska       | Wielonarodowy Batalion Śmigłowców | Rosja                | Eskadra Śmigłowców    | Abéché                |
| Francja                | Batalion Inżynieryjny             | Francja              | Batalion Inżynieryjny | Abéché                |
| Francja                | Batalion Logistyczny              | Francja              | Batalion Logistyczny  | Abéché                |
| Francja                | Kompania dowodzenia               | Togo                 | Kompania dowodzenia   | Abéché                |
| Austria · Francja      | Kompania transportowa             | Austria · Francja    | Kompania transportowa | Abéché                |
| Unia Europejska        | Dowództwo Tyłowe                  | ONZ                  | Dowództwo Tyłowe      | Ndżamena              |
| Albania                | Kompania dowodzenia               | Albania              | Kompania dowodzenia   | Ndżamena              |